# Bankinter
Bankinter est une entreprise bancaire espagnole cotée à l'Ibex 35. Actuellement, la Banque est le 6e réseau du secteur en Espagne. 

## Histoire
La Banque a été fondée en 1965, en coentreprise, par Bank of America et Grupo Santander. 
En 1972 cette banque est introduite en bourse et est devenu indépendante des deux groupes qui l'avaient créée. En novembre 2007, le Crédit agricole est monté à hauteur de 20 % dans le capital de la banque.